# Pent-House Mouse
Pent-House Mouse es el primero de treinta y cuatro cortos de Tom y Jerry dirigidos por Chuck Jones después de ser despedido de la Warner Bros. Cartoons, lanzado en 1963. Pent-House Mouse devolvió la producción a Hollywood luego de una ausencia de 5 años (los 13 cortos anteriores habían sido producidos en Checoslovaquia y animados por Gene Deitch).

## Trama
Tom está viviendo la gran vida en un penthouse, mientras Jerry está con el estómago vacío buscando comida. Está preocupado por ello, tratando de parar de "comerse" a él mismo. El intencionalmente lo detiene usando su cola para atar su estómago. De repente, Jerry ve una lonchera en una zona de construcción. El ratón piensa en una ecuación con su barriga llena. Al desatarse automáticamente su cola de su estómago, el salta hacia la lonchera abriéndola por un costado, y automáticamente se cierra cuando entra Jerry.
Pero la viga bajo la lonchera comienza a subir y luego baja lentamente. Cuando Jerry termina de comer, él se percata de que está cayendo. Asustado, se mete a la lonchera, pero se abre de manera automática, lo que hace que la comida vuele. Jerry trata de amortiguar su caída al pararse sobre una loncha de pan de molde cubierta con mantequilla, pero resbala. También, se sube a un plátano, pero pela un lado de él. Cuando Tom ya está despertando, la lonchera (con el lado abierto por Jerry) cae sobre su cabeza, dejándolo con una cabeza con forma de lonchera. Él se sacude hasta que ve a Jerry caer entre dos lonchas de pan de molde. Felizmente, piensa en una ecuación para hacer su sándwich favorito, el de Jerry. Así el corre hacia una habitación y usa un guante de béisbol para hacer un sándwich de Jerry, como estaba resuelto en su mente.
El usa el guante como un plato y come el sándwich, pero se da cuenta de que no se comió a Jerry al tratar de sentirlo con su lengua. El abre el pan y ve a Jerry formando un cuerpo curvo de manera que Tom no lograra comerlo. Tom come el resto del sándwich para así comerse a Jerry, pero Jerry escapa por el dedo de Tom y corre para deslizarse por la canaleta. Mientras se deslizaba, Jerry vuelve al sitio de la construcción mientras le da el adiós a Tom, pero termina en una trituradora y se devuelve hacia la boca de Tom.
Cuando entra a la boca de Tom, cierra los ojos y oídos de Tom. Pero Tom automáticamente los abre, sacudiendo a Jerry fuera de su cabeza. El gato toma un matamoscas, aplastando a Jerry hasta que se reforma y corre antes que el. Pero en la cuarta vez Tom lo aplasta, el ratón, molesto, le ordena a Tom que deje el matamoscas y que se lo pase a él. Tom obedece y le golpea mientras que Jerry se escapa. Dejándole la cabeza con forma plana a Tom, el sale a la persecución. Jerry se queda en la punta de un mástil, lo que le da a Tom una oportunidad de atraparlo. Pero Jerry gira el mástil en contra de las agujas del reloj, causando que Tom esté a punto de resbalarse. Tom convence a Jerry para que pare, prometiendo ser bueno con él. Jerry celebra, pero luego remueve la punta del mástil, dándole un último adiós a Tom y tirándole besos. Tom cae en un edificio anfitrión de un show de perros. Los perros en el show atacan a Tom. Jerry ahora está en el penthouse de Tom, disfrutando la vida al igual como lo hacía Tom al principio. Jerry toma un poco de jugo luego de conectar 3 pajas, pero termina tragándose todo un cubo de hielo, así que decide tomar una siesta.